# 鄭行
鄭行（1473年—？），字世濟，福建福州府閩縣人，民籍，明朝政治人物。

## 生平
弘治十七年甲子科福建鄉試第十二名舉人。弘治十八年（1505年）中式乙丑科會試第九十三名，三甲第十二名進士。授广东增城知县，正德五年（1510年）三月选授南京广东道试監察御史，七年十二月劾奏两淮都御史张缙丧师偾事，保定都御史甯杲纳交逆瑾。

## 家族
曾祖鄭塾，主事；祖父鄭文韶；父鄭明。前母張氏；母陳氏；繼母陳氏。具庆下。